# 爱国者公园

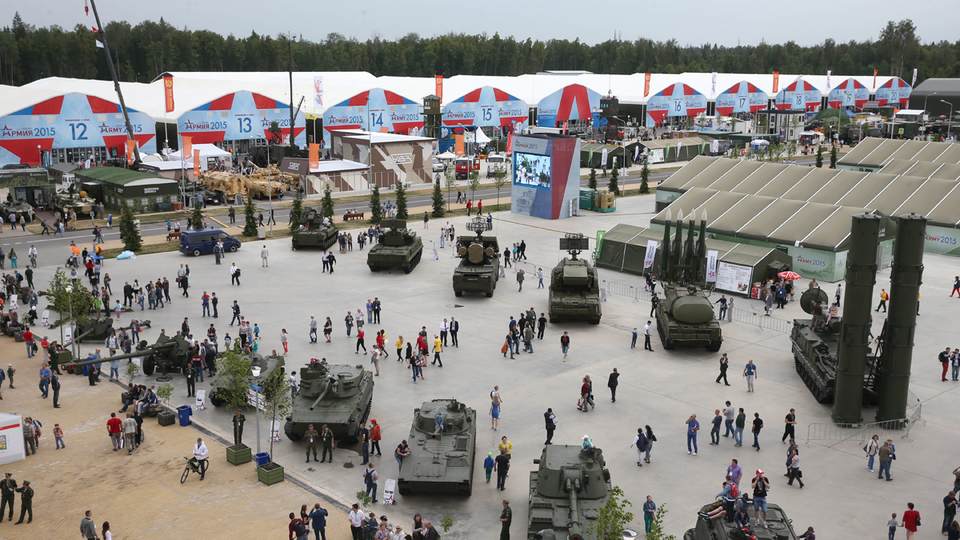

爱国者公园是俄罗斯莫斯科州奥金佐沃区库宾卡的一个主题公园，围绕军事装备主题设计，包括军事装备的互动展览。公园于2016年正式开放，
公园内包括库宾卡空军基地的航空博物馆，和库宾卡坦克博物馆。自2015年以来，公园主办国际军事技术论坛。2020年，俄罗斯武装力量主教座堂在公园内建成。展品的位置和对平民参观者的限制经常在没有任何通知的情况下改变。
- 土地总面积 — 5414 公顷[5]
- 军事基地 — 3530公顷[5]
- 民用部分 — 1884公顷[5]
- 参观人数最多为20000人[5]

爱国者公园内的射击场面积超过160公顷，整个射击场宽2500多米。总容量超过2000人。
2024年8月5日，公园负责人因腐败问题被捕。8月29日，副国防部长、陆军大将帕维尔·波波夫因侵吞爱国者公园资金用于私人不动产而被捕。